# Генуезький ніж
Генуе́зький ні́ж — ніж, який має власний стиль і виготовлявся в місті Генуя. Деякі генуезькі ножі мають особливу форму, дуже схожу на кинджал або стилет, і тому заборонені. Особливо активно використовувався не тільки на території Республіки Генуя від XVII до XVIII століття. Інші ножі такого типу були інструментом для роботи або повсякденного використання, іноді навіть входили в набір разом з елегантною сукнею, тому були у вільному продажу. Дотепер цей тип ножів, як і раніше, виділяється своїми конструктивними властивостями. Носіння генуезького ножа може призвести до арешту, оскільки він заборонений до носіння та продажу.
Існування самого генуезького ножа неоднозначно, бо він є, як корисним інструментом у повсякденному житті, так і зброєю, що легко застосовувалась у бою, також слід врахувати досить невисоку вартість генуезького ножа при виготовленні. Як і триста років тому, такий ніж виготовляють, в основному, представники злочинного світу.
Крім того, деякі представники різних верств суспільства не втрачали можливості підробляти, виготовляти копії, надавати іншим видам ножів деяких особливостей та елементів генуезького ножа, і, як виявилося, така діяльність розвивається дуже добре. Це сприяло поширенню зразків генуезького ножа в інших частинах Італії, особливо на Корсиці, оскільки там було знайдено багато екземплярів, що явно дозволяють визначити їхнє походження.

## Відмінні характеристики
Держак генуезького ножа зазвичай без гарди, трохи асиметричної форми в порівнянні з лезом. Дуже часто держак виготовляється з оливкового дерева, шавлії або лавру, що були популярними у XVIII столітті в Генуї. В такому випадку держак має назву «perno» або «pernetto». Держак генуезького ножа зазвичай нічим не ущільнюють, щоб збільшити можливість проникнення й опору при ударі.
Існують різні типи держаків генуезького ножа, за формою вони можуть сильно відрізнятися один від одного, як за матеріалом, так і за його обробкою. Тож марно намагатися знайти якийсь «загальний фактор», за яким можна відрізнити руків'я генуезького ножа. Також держаки ножа виготовляли і з металу, що було доволі рідко, особливо були популярні ножі зі слонової кістки. Унікальний екземпляр генуезького ножа XVIII століття зі слонової кістки представлений в колекції Бютен музею Середньовічного Зброї в Болоньї, Ліонелло Шара.
Форма леза генуезького ножа буває як прямокутною, так і еліптичною, з загостреним наконечником, але буває й без наконечника, залежно від того, для чого ніж призначався: для кухні, для шиття вітрил, шкіри чи ж для бойового використання.

## Види генуезького ножа
Якими б різноманітними не були варіації генуезького ножа, є окремі риси стилю, форми, технічні деталі, що безумовно дозволяють розпізнати цей вид зброї й одночасно побутове знаряддя.
Залежно від форм і видів лез і руків'я генуезькі ножі бувають таких видів:
- ножі канонічні з гострим наконечником або без наконечника
- з упором для пальця (passacorda)
- з двостороннім упором для пальця (passacorda)
- метальні
- з додатковим упором для пальця
- з лезом, що ховається
- точкові ножі
- декоровані

Деякі екземпляри генуезьких ножів цілком можуть належати до понад однієї групи їх різновидів. Втім, класифікація не така категорична, та можуть бути інші варіанти поділу.

## Використання
Безсумнівно, ця зброя є небезпечною та може завдати значної шкоди при бойовому зіткненні в порівнянні з іншими видами зброї (наприклад, на Десятій раді Ясновельможної Республіки Венеція 9 вересня 1699 року було зроблено оголошення про заборону використання Генуезького ножа в порту).
Позаяк ніж був заборонений, генуезці намагалися ховати свою зброю, щоб обійти закони міста. За таких умов деякі елементи форми генуезького ножа були видозмінені. Майстри Генуї почали виробляти більш «гострий ніж», який почав ще більше цінуватися його власниками. Згадки про існування такого виду генуезького ножа почали частіше зустрічатись у документованих архівних джерелах, починаючи від другої половини XII століття.
Генуезьке фехтування містить значну частину техніки роботи з генуезьким ножем.